# Frontera entre Turquia i Armènia

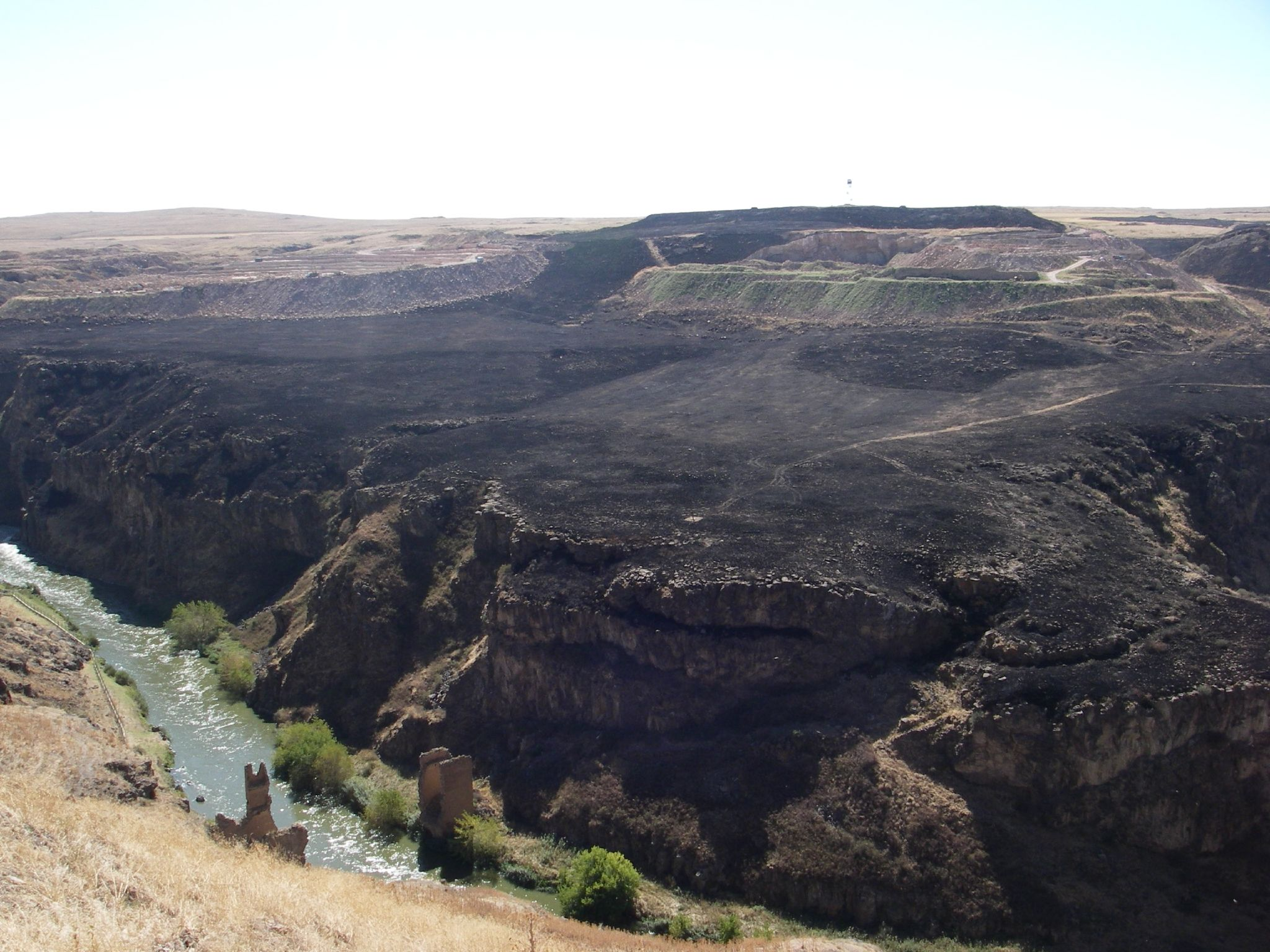
Frontera pel riu Akhurian

La frontera entre Turquia i Armènia és la frontera de 268 kilòmetres en sentit nord-oest-sud-est que separa el sud d'Armènia de l'est de Turquia. És marcada pel riu Akhurian i passa entre les províncies turques (de sud a nord) de Tsolakert, Kars i Ardahan de les províncies armènies (de sud a nord) d'Ararat, Armavir, Aragatsotn i Shirak.

## Traçat
És un dels trets fronterers que separen els continents d'Àsia i Europa a la regió del Caucas. La frontera comença al sud al trifini Turquia-Armènia-Azerbaidjan (Nakhtxivan), a la regió del Kurdistan turc, pròxim a l'Ararat, la ciutat d'Aní a Kars, pont molt pròxim també aoal nord-oest de l'Iran. Acaba al trifini entre ambdós estats i Geòrgia.

## Història
Aquesta fou definida després de la Primera Guerra Mundial, que va donar origen a la moderna Turquia de les restes de l'Imperi Otomà, i l'establiment de la república d'Armènia, que el 1920 havia estat incorporada a la Unió Soviètica. Des de 1994, però, Turquia va tancar unilateralment la frontera en suport de l'Azerbaidjan en la guerra de l'Alt Karabakh.